# Communauté de communes de Bitche et environs
Die Communauté de communes de Bitche et environs (deutsch Gemeindeverband Bitsch und Umgebung) ist ein ehemaliger Gemeindeverband (Communauté de communes) im Arrondissement Sarreguemines im Département Moselle der ehemaligen Region Lothringen. Sein Verwaltungssitz befand sich im Ort Bitsch.

## Geschichte
Am 23. Dezember 1994 wurde der SIVOM de Bitche in die spätere Communauté de communes de Bitche et environs umgewandelt.
Ende 2009 fusionierte der Gemeindeverband mit der Communauté de communes du Pays du Verre et du Cristal und der Communauté de communes de Volmunster und bildete somit die neue Communauté de communes du Pays de Bitche.

## Ehemalige Gemeinden
Die Gemeindeverband Bitsch und Umgebung umfasste 14 Gemeinden:
| - Baerenthal - Bitsch - Éguelshardt - Hanviller - Haspelschiedt - Lambach - Liederschiedt | - Mouterhouse - Philippsbourg - Reyersviller - Roppeviller - Schorbach - Siersthal - Sturzelbronn |

Somit umfasste der Gemeindeverband alle Gemeinden des damaligen Kantons Bitche mit Ausnahme von Goetzenbruck, Lemberg, Meisenthal und Saint-Louis-lès-Bitche, die alle zur Communauté de communes du Pays du Verre et du Cristal gehörten sowie die Gemeinden Lambach und Siersthal des Kantons Rohrbach-lès-Bitche.